# Constituição do Estado do Pará
A Constituição do Estado do Pará é a lei fundamental maior da competência do processo legislativo do estado brasileiro do Pará.

## Preâmbulo
| “ | O POVO DO PARÁ, por seus representantes, reunidos em Assembléia Estadual Constituinte, inspirado nos princípios constitucionais da REPÚBLICA FEDERATIVA DO BRASIL, rejeitando todas as formas de colonialismo e opressão; almejando edificar uma sociedade justa e pluralista; buscando a igualdade econômica, política, cultural, jurídica e social entre todos; reafirmando os direitos e garantias fundamentais e as liberdades inalienáveis de homens e mulheres, sem distinção de qualquer espécie; pugnando por um regime democrático avançado, social e abominando, portanto, os radicalismos de toda origem; consciente de que não pode haver convivência fraternal e solidária dentro de uma ordem econômica injusta e egoísta; confiante em que o valor supremo é a liberdade do ser humano e que devem ser reconhecidos e respeitados os seus direitos elementares e naturais, especialmente, o direito ao trabalho, à livre iniciativa, à saúde, à educação, à alimentação, à segurança, à dignidade; invoca a proteção de DEUS e promulga a seguinte CONSTITUIÇÃO DO ESTADO DO PARÁ, esperando que ela seja o instrumento eficiente da paz e do progresso, perpetuando as tradições, a cultura, a história, os recursos naturais, os valores materiais e morais dos paraenses. | ” |

## Corpo
O corpo da atual Constituição do Estado do Pará é formado em uma literatura de 341 artigos e consta  ainda com mais 47 artigos no Atos das disposições Transitórias.

## Elenco constituinte
A  Constituição do Pará de 1989 foi construída pelos deputados e deputadas que compuseram a Assembleia Estadual Constituinte, ei-los:
- Mário Chermont, Presidente;
- Carlos Cavalcante, 1°. Vice-Presidente e Relator Adjunto;
- Zeno Veloso, 2°. Vice-Presidente e Relator Geral;
- Haroldo Bezerra, 1°. Secretário;
- Agostinho Linhares, 2°. Secretário e Relator Adjunto;
- Célio Sampaio, 3°. Secretário;
- Francisco Ramos, 4° Secretário;
- Guaracy Silveira,
- suplente; Vilson Schuber,
- Suplente; Costa Filho,
- Suplente; Wandenkolk Gonçalves,
- Relator Adjunto;
- Agenor Moreira, Alcides Corrêa, Aldebaro Klautau, Bira Barbosa, Carlos Kayath, Carlos Xavier, Edimilson Rodrigues, Edson Matoso, Emílio Ramos, Fernando Ribeiro, Giovanni Queirós, Hamilton Guedes, Itamar Francez, José Diogo, José Francisco, Kzan Lourenço, Luiz Maria, Manoel Franco, Maria de Nazaré, Mariuadir Santos, Nicias Ribeiro, Nilçon Pinheiro, Nonato Vasconcelos, Nuno Miranda, Óti Santos, Paulo Dutra, Raimundo Marques, Raimundo Santos, Ronaldo Passarinho, Themístocles Nascimento, Valdir Ganzer.

## Primeira emenda
A primeira emenda  à constituição do Pará foi promulgada pela mesa da Assembleia Legislativa no dia em 06 de dezembro de 1993.
Em 2016 o Supremo Tribunal Federal julga  procedente, uma Ação Declaratória de Inconstitucionalidade formulada pela OAB, e declara a inconstitucionalidade da Emenda Constitucional n. 47/2010 da Constituição do Pará.

## Histórico das constituições do Pará
A constituição atual foi promulgada, no Palácio da Cabanagem no dia 5 de outubro de 1989 e publicada no Diário Oficial do Estado do Pará na edição de 6 de outubro de 1989. 
A primeira constituição do Pará é de 1891  .
O estado também já teve outras constituições conforme as mudanças de Constituições Federais:
- Constituição do Estado do Pará de 1935
- Constituição do Estado do Pará de 1947
- Constituição do Estado do Pará de 1967